# 俞岱岩
俞岱岩是金庸小说《倚天屠龍記》中的人物。

## 概述
俞岱巖是武当派祖师张三丰的弟子，武当七侠之三侠，乃刀法高手。
小說裡，在第3回登場，年初奉師張三丰命前赴福建省誅殺一個戕害良民、無惡不作的盜賊，那盜賊聽到風聲，立時潛藏隱匿，俞岱岩費了2個多月的時光，才找到他的秘密巢穴，上門挑戰，使出師傳「玄虛刀法」，在第11招上將他殺了。
受任命調查屠龍刀的下落，但後來被天鷹教紫薇堂的堂主殷素素暗算，全身麻痺，之後殷素素委託龍門鏢局送回武當山時，於武當山下被汝陽王府邸旗下西域少林金剛門僧侶「阿三」以「大力金剛指」重創，導致全身癱瘓20年。
20年後，張無忌用「黑玉斷續膏」醫治，才能下床
。

## 影视形象

### 劇集
- 張英才：香港無綫電視《倚天屠龍記》（1978年）
- 龍冠武：台灣台視《倚天屠龍記》（1984年）
- 廖啟智：香港無綫電視《倚天屠龍記》（1986年）
- 康凱：台灣台視《倚天屠龍記》（1994年）
- 李國麟：香港無綫電視《倚天屠龍記》（2001年）
- 劉全：中國亞環影音《倚天屠龍記》（2003年）
- 張衡平：中國華誼兄弟、華夏視聽聯合出品《倚天屠龍記》（2009年）
- 賀剛：中國華夏視聽、企鵝影視聯合出品《倚天屠龍記》（2019年）

### 電影
- 司馬華龍：《倚天屠龍記》（1963年，1965年）（第一及第二集），香港粵語長片，峨嵋電影公司
- 蕭玉龍：《倚天屠龍記》及《倚天屠龍記大結局》（1978年）、《魔劍屠龍》（1984年），邵氏公司